# Lotnik Kosmonauta ZSRR
Lotnik Kosmonauta ZSRR (ros. Лётчик-космонавт СССР) – radziecki tytuł honorowy ustanowiony dekretem Prezydium Rady Najwyższej ZSRR z dnia 14 kwietnia 1961 roku na pamiątkę pierwszego na świecie lotu załogowego na pokładzie satelity. Dekret Prezydium Rady Najwyższej ZSRR w dniu 11 maja 1961 roku zatwierdził regulamin przyznawania tytułu „Lotnik Kosmonauta ZSRR” oraz opis odznaki.

## Zasady nadawania
Regulamin stanowi, że:
1. Tytuł „Lotnik Kosmonauta ZSRR” jest przyznawany przez Prezydium Rady Najwyższej ZSRR pilotom kosmonautom, którzy wykonali nadzwyczajne loty w kosmos.
2. Tytuł „Lotnik Kosmonauta ZSRR” jest przyznawany na wniosek ministra obrony ZSRR.
3. Osobom wyróżnionym tytułem „Lotnik Kosmonauta ZSRR” jest przyznawany dyplom Prezydium Rady Najwyższej ZSRR oraz odznaka.
4. Odznaka „Lotnik Kosmonauta ZSRR” jest noszona na prawej stronie klatki piersiowej, u osób posiadających ordery i inne odznaczenia – nad nimi.

Tytuł został przyznany wszystkim radzieckim kosmonautom; w sumie otrzymały go 72 osoby.

## Opis odznaki
Odznaka „Lotnik Kosmonauta ZSRR” jest wypukłym srebrnym pięciokątem ze złoconym obrzeżem. Odznaka ma szerokość 25 mm i wysokość 23,8 mm. W środku awersu umieszczony jest emaliowany wizerunek kuli ziemskiej z oznaczonym na czerwono terytorium ZSRR. Glob otoczony jest dwoma złotymi orbitami – pierwsza orbita satelity, druga z gwiazdą wskazującą na Moskwę, zamieniająca się w pętlę zmierzającą w przestrzeń międzyplanetarną. Na górze odznaki umieszczono wypukły złoty napis „ЛЁТЧИК КОСМОНАВТ”, a na dole, pomiędzy gałązkami laurowymi litery „CCCP”. Na rewersie znajduje się napis: „Ustanowiony dekretem Prezydium Rady Najwyższej ZSRR, 14 kwietnia 1961” oraz znak liczby. Odznaka zawieszona jest na złoconej klamrze z czerwoną wstążką. Na rewersie klamry znajdują się również śruby z nakrętkami przeznaczone do mocowania odznaki na ubraniu.